# (4581) Asclepius
(4581) Asclepius és un asteroide que pertany als asteroide Apol·lo i va ser descobert per Norman G. Thomas i Henry I. Holt el 31 de març de 1989 des de l'Observatori Palomar, als Estats Units d'Amèrica.
Va ser designat al principi com a 1989 FC.
Més endavant, en 1991, va rebre el seu nom d'Asclepi, un déu de la mitologia grega.

## Característiques orbitals
(4581) Asclepius està situat a una distància mitjana d'1,022 ua del Sol, i pot allunyar-se'n fins a 1,387 ua i apropar-se fins a 0,6574 ua. Té una excentricitat de 0,357 i una inclinació orbital de 4,919 graus. Triga 377,6 dies a completar una òrbita al voltant del Sol.
Asclepius és un asteroide proper a la Terra que forma part del grup dels asteroides potencialment perillosos.

## Característiques físiques
La magnitud absoluta de Asclepius és 20,7.